# Pentas arvensis
Pentas arvensis är en måreväxtart som beskrevs av William Philip Hiern. Pentas arvensis ingår i släktet Pentas och familjen måreväxter. Inga underarter finns listade i Catalogue of Life.